# ويلي ويلسون (لاعب كرة قاعدة)
ويلي ويلسون (بالإنجليزية: Willy Pilsoca)‏ هو لاعب كرة قاعدة أمريكي، ولد في 7 يناير 1884 في كولومبوس في الولايات المتحدة، وتوفي في 28 أكتوبر 1925 في سياتل في الولايات المتحدة.

## وصلات خارجية
- ويلي ويلسون على موقعبيزبول رفرنس.كوم (الدوري الرئيسي) (الإنجليزية)
- ويلي ويلسون على موقعبيزبول رفرنس.كوم (الدوري الثانوي) (الإنجليزية)